# Severní Korea na Zimních olympijských hrách 1964
Severní Koreu na Zimních olympijských hrách v roce 1964 reprezentovala výprava 13 sportovců (6 mužů a 7 žen) v 2 sportech.

## Medailisté
| Medaile | Jméno         | Sport          | Soutěž         |
| ------- | ------------- | -------------- | -------------- |
| Stříbro | Han Pchil-hwa | Rychlobruslení | Ženy na 3000 m |